# Oberamt Creglingen
Das Oberamt Creglingen war eines von den 15 Verwaltungsgebieten des Fürstentums Ansbach.
Ab 1791/92 wurde das Fürstentum Ansbach vom preußischen Staat als Ansbach-Bayreuth verwaltet. Damit ging das Oberamt Creglingen in dem Uffenheimer Kreis auf.

## Lage
Das Oberamt Creglingen grenzte im Westen an Hohenlohe und Württemberg, im Osten an das Oberamt Uffenheim und die Reichsstadt Rothenburg, im Süden an Hohenlohe und die Reichsstadt Rothenburg und im Norden an das Hochstift Würzburg.

## Struktur
Das Oberamt Creglingen setzte sich zusammen aus dem Kasten- und Stadtschultheisenamt Creglingen, dem Oberschultheißenamt Marktsteft, dem Verwalteramt Reinsbronn und Ingolstadt, dem Schultheißenamt Segnitz und dem Amt Tauberzell.
Im Fraischbezirk des Oberamtes Creglingen lagen 32 Orte, darunter 1 Stadt, 1 Marktflecken, 11 Pfarrdörfer, 4 Kirchdörfer, 1 Schloss, 8 Weiler und 6 einzelne Höfe oder Mühlen. Insgesamt gab es 1608 Untertansfamilien, 1198 waren ansbachisch, 410 fremdherrisch.
Im Einzelnen sind dies (in Klammern Anzahl der Anwesen, über die Creglingen grundherrliche Ansprüche hatte, dann Gesamtzahl der Anwesen):
Altenmühle (1/1), Archshofen (8/58), Burgstall (12/12), Brauneck (3/3), Craintal (27/27), Creglingen (185/185), Ebertsbronn (8/16), Enheim (34/46), Erdbach (19/19), Frauental (0/28), Freudenbach (29/53), Fuchsmühle (0/1), Gnodstadt (117/192), Grubenmühle (0/1), Holdermühle (0/1), Lehrhof (0/2), Marktsteft (192/192), Martinsheim (58/95), Neustett (19/31), Niedersteinach (24/26), Niederrimbach (29/49), Obernbreit (145/220), Oberickelsheim (40/41), Reinsbronn (25/25), Schirmbach (16/16), Schön (13/13), Segnitz (24/89), Sickershausen (101/101), Standorf (11/11), Tauberzell (57/57), Untertauberzeller Mühle (1/1), Weidenhöfe (0/6).